# معاملة المثليين في توكيلاو
يواجه الأشخاص من المثليين والمثليات ومزدوجي التوجه الجنسي والمتحولين جنسياً (اختصاراً: LGBT) في توكيلاو تحديات قانونية لا يواجهها غيرهم من المغايرين جنسيا. ورغم إلغاء تجريم النشاط الجنسي المثلي بين البالغين بالتراضي عام 2007، لكن المنازل التي يعيش فيها الشركاء المثليون غير مؤهلة للحصول على نفس الحماية القانونية المتاحة للأزواج المغايرين.

## تاريخ
تمتلك توكيلاو، على غرار ساموا وجزر كوك، نيوزيلندا، نييوي وغيرها من الدول البولينيزية، سكانا ينتمون تقليديا وثقافيا إلى الجنس الثالث. هؤلاء الأفراد معروفون في توكيلاو باسم فاكافين (بالإنجليزية: fakafāfine)‏. يولد فاكافين كذكر ولكن يلبس، ويتصرف كأنثى. وقد اعتاد المجتمع الذي يعيش في توكيلاو على قبول مثل هؤلاء الأشخاص الذين يعيشون في هذا الدور. 

## قانونية النشاط الجنسي المثلي
أصبح النشاط الجنسي المثلي قانونيًا في توكيلاو منذ عام 2007.

## الاعتراف القانوني بالعلاقات المثلية
لا يتم الاعتراف قانونيا بالعلاقات المثلية في توكيلاو (على الرغم من أنه يتم الاعتراف بها في نيوزيلندا).

## ظروف الحياة
مثل أغلب مناطق بولينيزيا، قد يستاء بعض المارة من مظاهر الود العلنية بين الشركاء بغض النظر عن التوجه الجنسي.

## ملخص
| قانونية النشاط الجنسي المثلي                                                             | منذ عام 2007 )                                   |
| المساواة في السن القانوني للنشاط الجنسي                                                  | (منذ عام 2007)                                   |
| قوانين مكافحة التمييز في التوظيف                                                         | No                                               |
| قوانين مكافحة التمييز في توفير السلع والخدمات                                            | No                                               |
| قوانين مكافحة التمييز في جميع المجالات الأخرى (تتضمن التمييز غير المباشر، خطاب الكراهية) | No                                               |
| قوانين جرائم الكراهية تشمل التوجه الجنسي والهوية الجندرية                                | No                                               |
| زواج المثليين                                                                            | No                                               |
| الاعتراف القانوني بالعلاقات المثلية                                                      | No                                               |
| تبني أحد الشريكين للطفل البيولوجي للشريك الآخر                                           | No                                               |
| التبني المشترك للأزواج المثليين                                                          | No                                               |
| يسمح للمثليين والمثليات ومزدوجي التوجه الجنسي بالخدمة علناً في القوات المسلحة             | (الدفاع مسؤولية نيوزيلندا)                       |
| الحق بتغيير الجنس القانوني                                                               | Yes                                              |
| علاج التحويل محظور على القاصرين                                                          | No                                               |
| الحصول على أطفال أنابيب للمثليات                                                         | No                                               |
| الأمومة التلقائية للطفل بعد الولادة                                                      | No                                               |
| تأجير الأرحام التجاري للأزواج المثليين من الذكور                                         | (محظور لجميع الأزواج بغض النظر عن التوجه الجنسي) |
| السماح للرجال الذين مارسوا الجنس الشرجي بالتبرع بالدم                                    | No                                               |